# Манес, Гвидо
Гвидо Манес (чеш. Quido Mánes, 17 июля 1828, Прага — 5 августа 1880, там же) — чешский художник.

## Жизнь и творчество
Гвидо Манес родился в известной семье художников, потомков эмигрантов из Нидерландов. Отцом его был живописец Антонин Манес, старшим братом — классик чешского искусства Йозеф Манес, дядей — Вацлав Манес. В 1838—1851 годах Гвидо Манес учился в пражской Академии изобразительных искусств, а в 1870—1871 годах — у Беньямина Вотье в Дюссельдорфе.
В области жанровой живописи Г. Манес был одним из ведущих чешских мастеров своего времени. Однако наибольшего успеха художник добился в середине XIX столетия, занимаясь исторической живописью. Весьма популярны были также его сценки из городской жизни пражан или жителей сельской местности юго-западной Чехии, а также изображения детей.

## Галерея

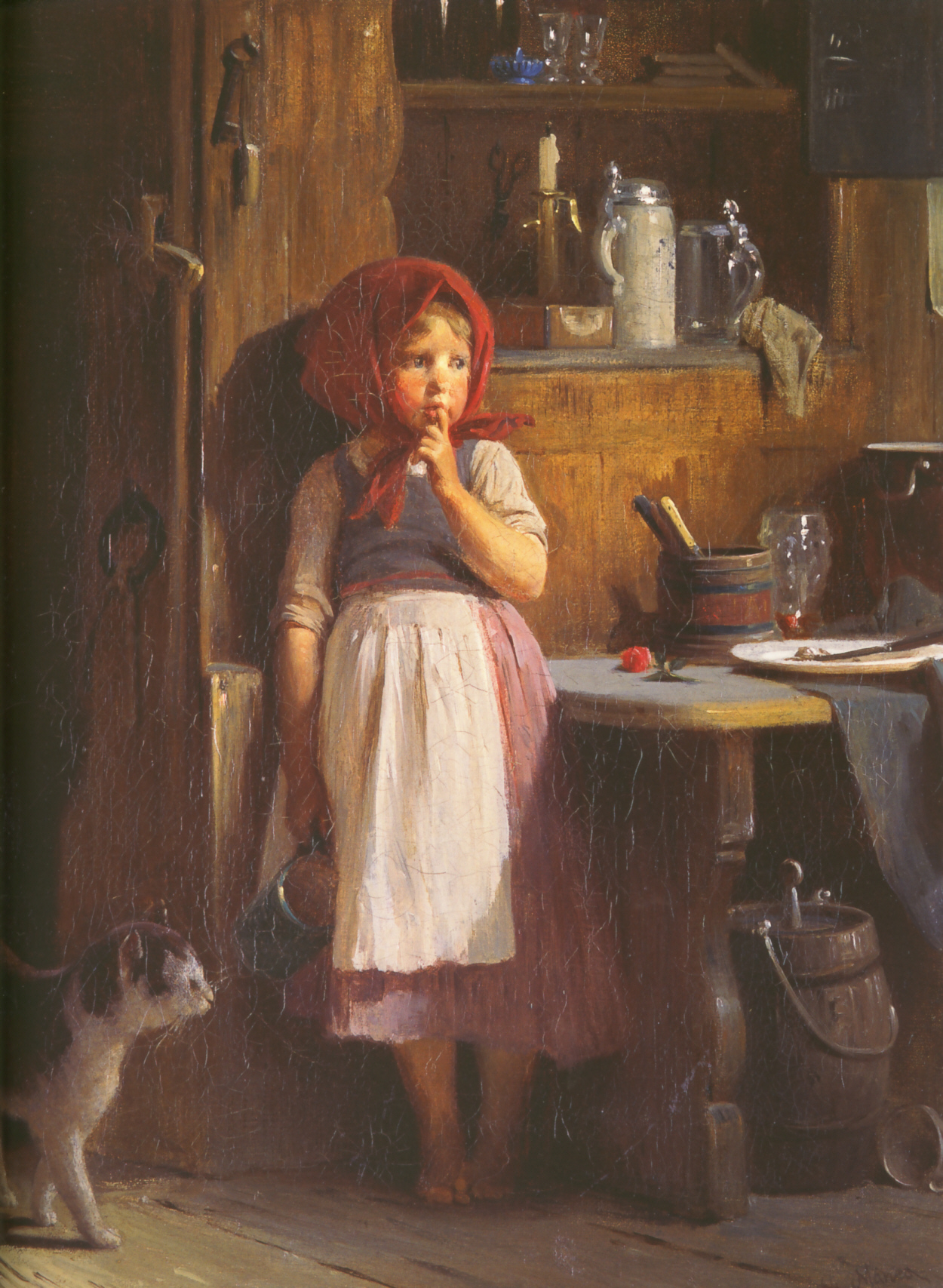
Девочка (1860)
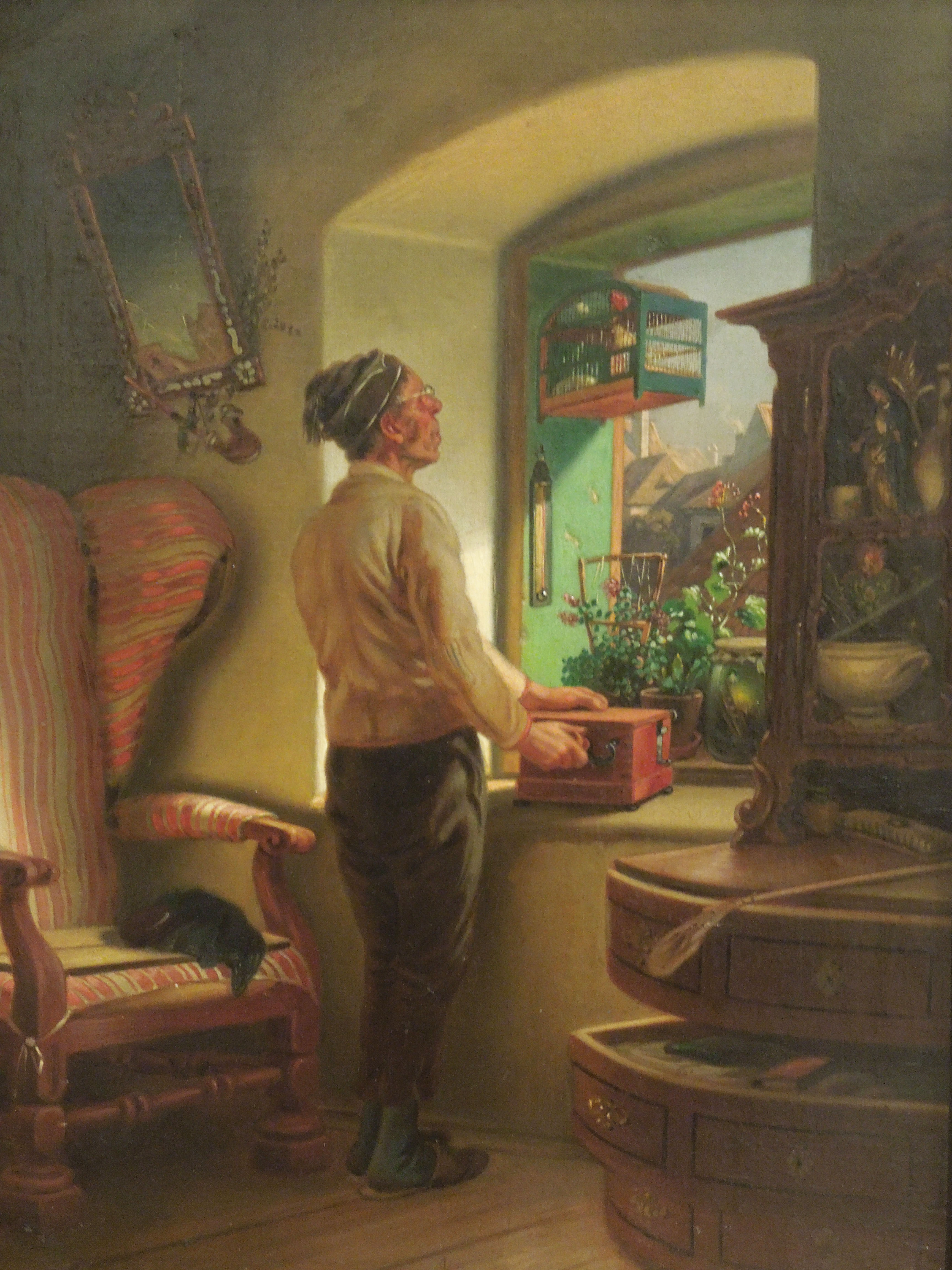
Старый холостяк (1863)
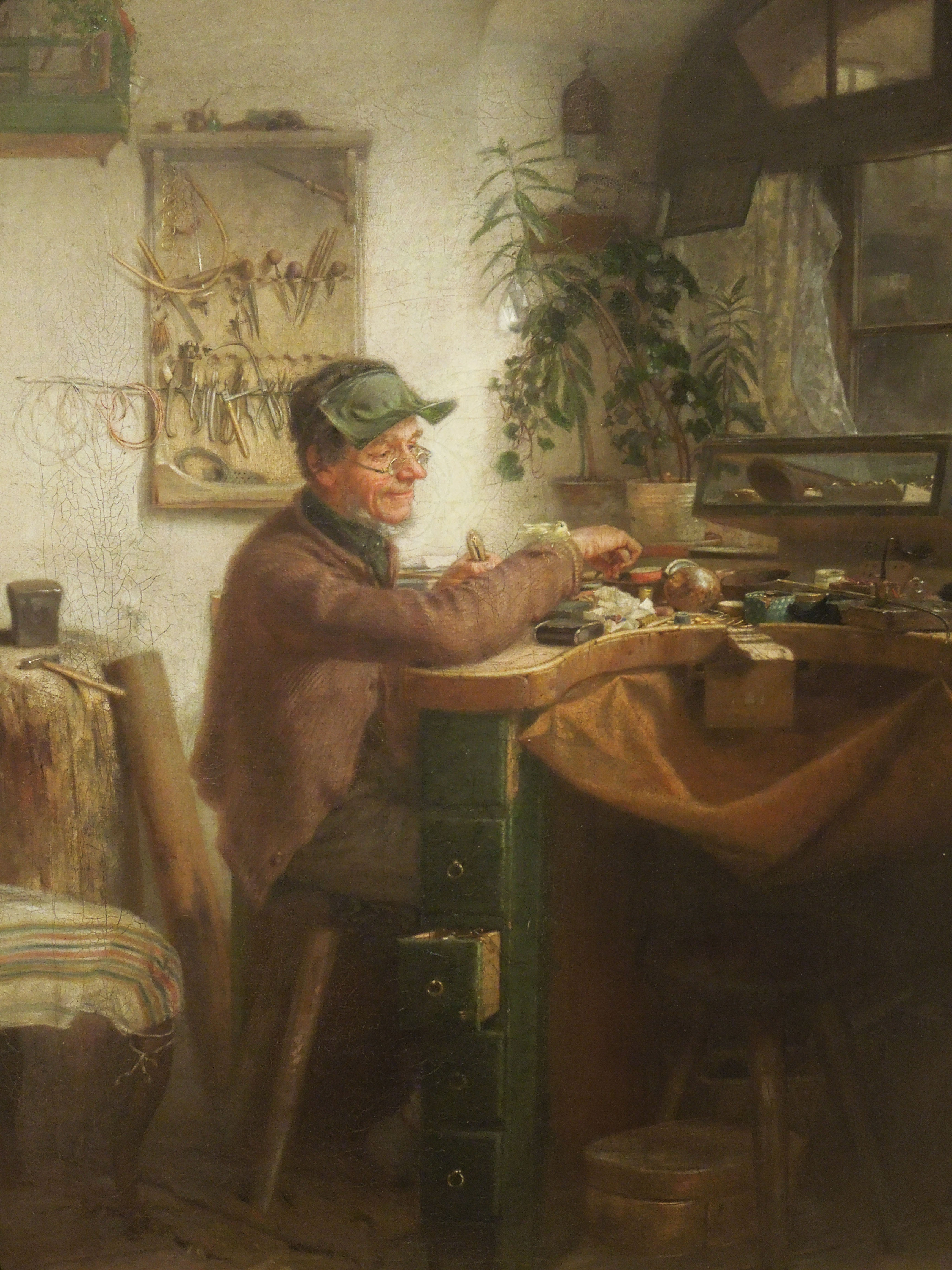
Ювелир (1861)
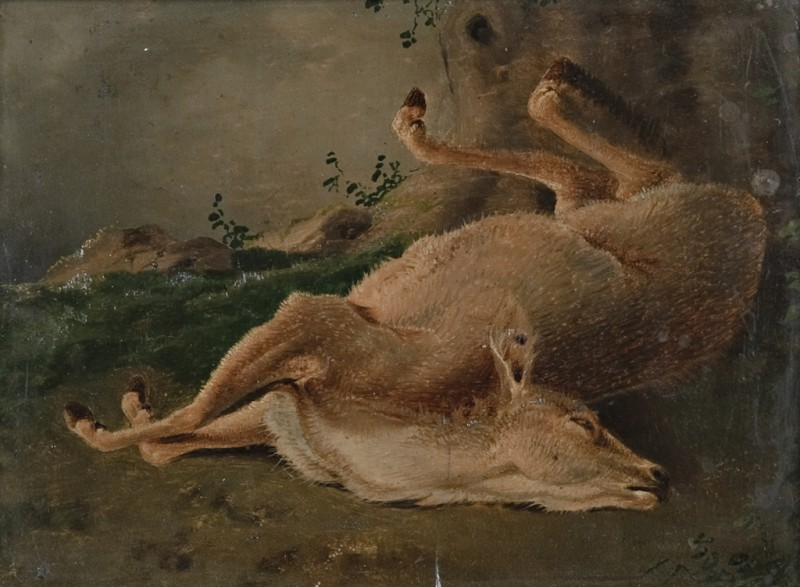
Затравленная лань
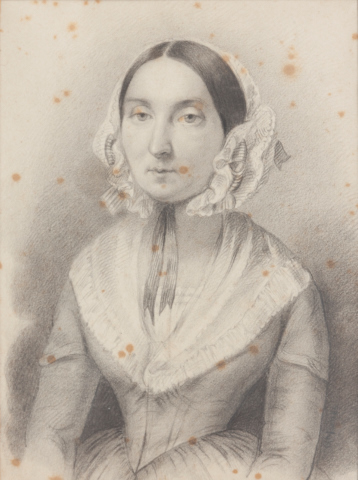
Портрет дамы (kolem r. 1865)
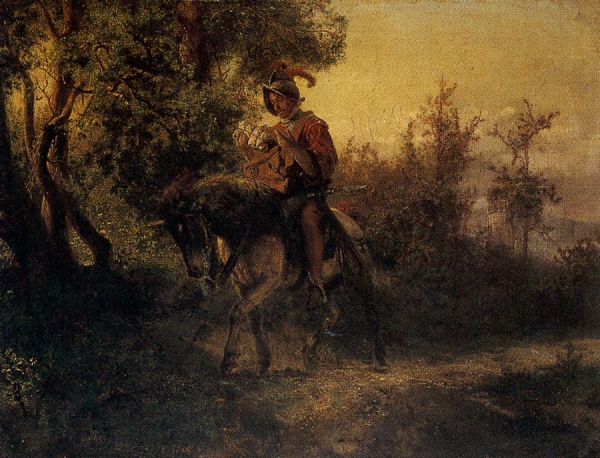
Любопытный посланник (1857)
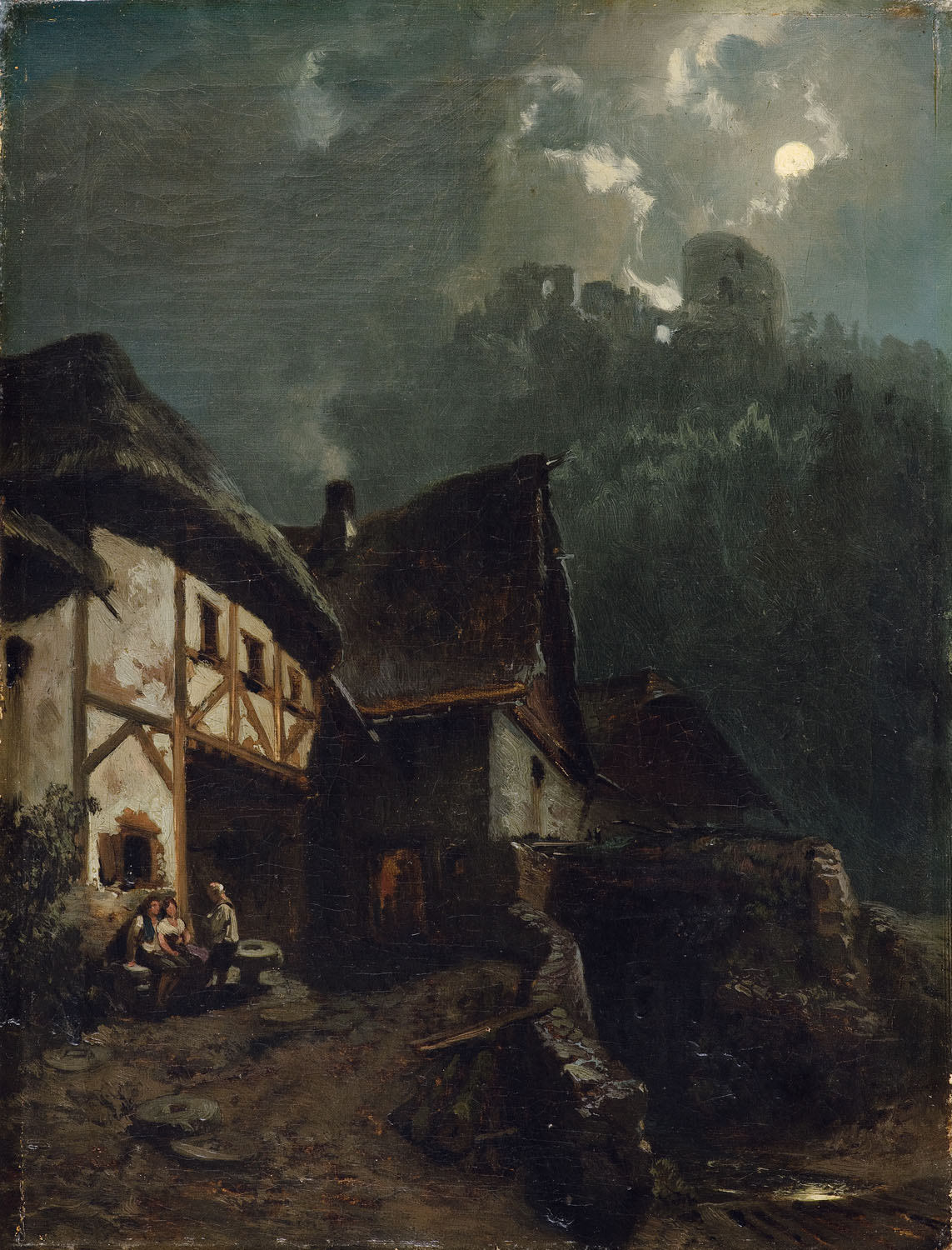
При луне
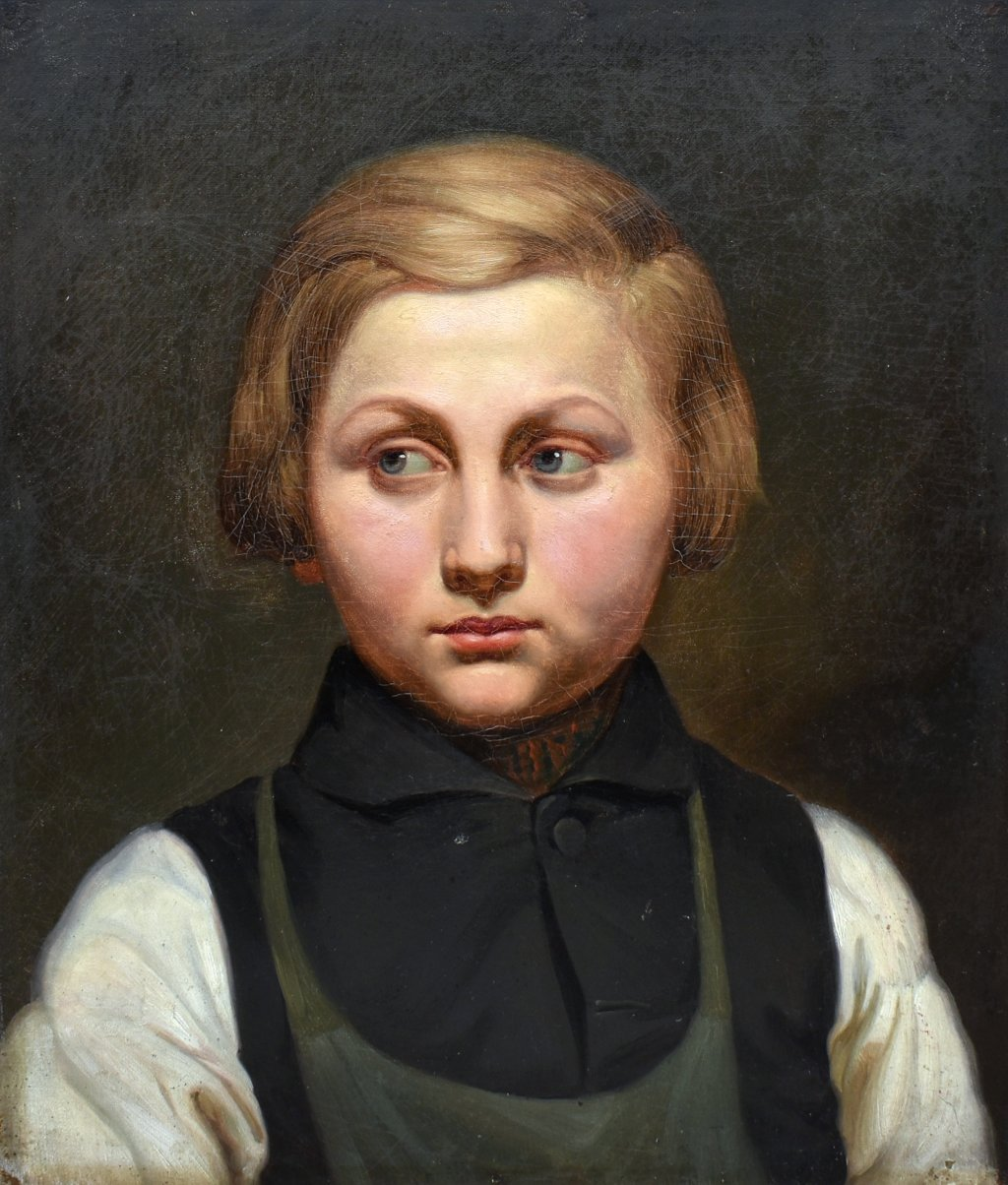
Портрет светловолосого мальчика
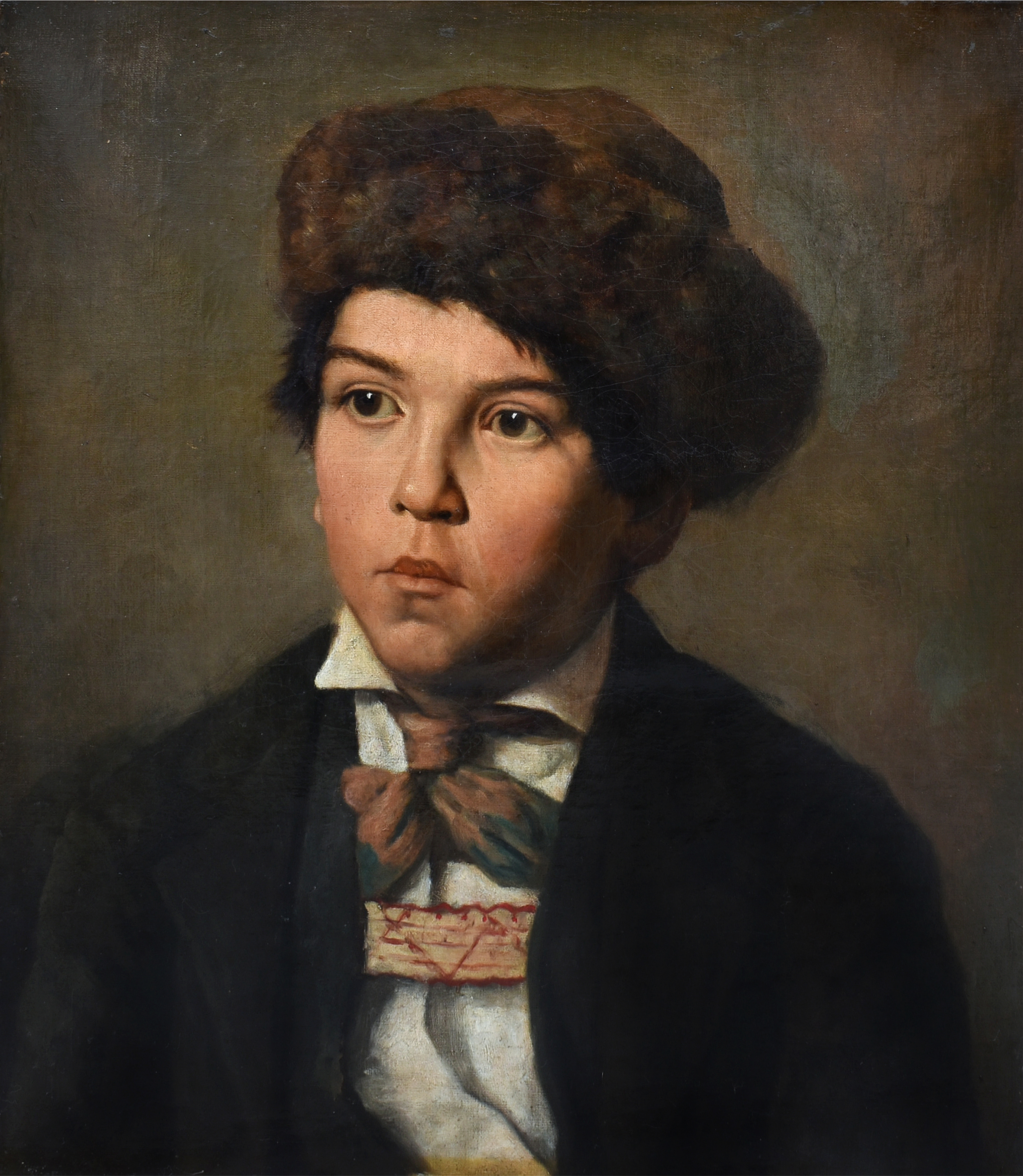
Портрет мальчика в меховой шапке
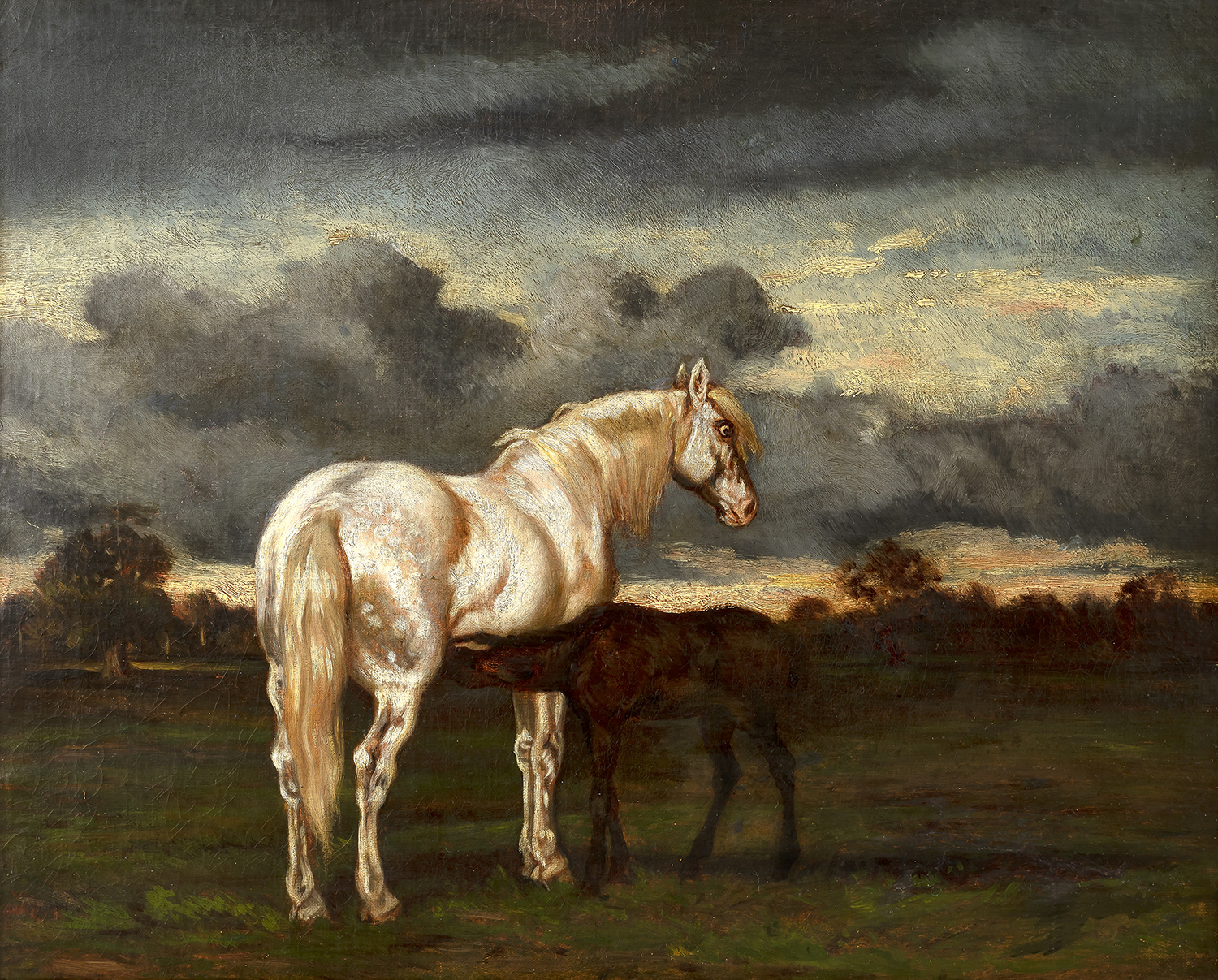
Кобыла с жеребенком